# Delilah (krater)
För andra betydelser, se Delilah.
Delilah är en nedslagskrater med en diameter på 18 kilometer, på planeten Venus. Delilah har fått sitt namn efter det hebreiska kvinnonamnet Delilah.